# هالی پولس
هالی الکسیس پولس (به انگلیسی: Haley Alexis Pullos) (زاده ۱۰ ژوئیه ۱۹۹۸) بازیگر آمریکایی است. او بیشتر با نقش مولی لنسینگ دیویس در سریال بیمارستان عمومی شناخته می‌شود.
پولس در پالو آلتو کالیفرنیا به دنیا آمد. او دو برادر و دو خواهر دارد.او از چند سال پیش به جمع بازیگران سریال بیمارستان عمومی پیوست و تا اکنون از بازیگران اصلی سریال محسوب می‌شود. او در فیلم‌ها و سریالهای دیگر نیز در نقشهای کوچک ظاهر شده‌است. وی دو بار برنده جایزه بازیگر جوان برای نقش مولی در سریال بیمارستان عمومی شده‌است.